# Jean-Michel Charlier
Jean-Michel Charlier (Liège, 30 de Outubro de 1924 — 10 de Julho de 1989) foi um dos maiores e mais prolíficos escritores de banda desenhada da escola franco-belga.
O seu talento de narrador, a sua capacidade de construir intrigas de uma complexidade incrível, ao acontecer em vários álbuns mantentdo um ritmo elevado,o seu saber fazer ao montar as suas sinopses no contexto geopolítico da altura e as tecnologias militares mais recentes fazem dele um dos verdadeiros pais do género do techno-thriller.

## Carreira
Para além dos cenários de várias desenas de álbuns de banda desenhada, ele desenvolveu igualmente guiões para séries televisivas, foi piloto de aviação comercial para a Sabena e realizou ele próprio muitas ilustrações. Foi um dos fundadores da Revista Pilote. É muitas vezes caricaturado em Achille Talon, na redação  do jornal Polite, partindo muitas vezes os cenários numa máquina de escrever comendo intermináveis sandwiches.
Encontra-se colaboração da sua autoria na revista Feira da Ladra (1929-1943).

## Principais criações
- Blueberry (desenho de Jean Giraud aliás Gir ou Moebius), a sua mais conhecida saga, começando realmente com o álbum número 13, Chihuahua Pearl.
- Buck Danny (desenho de Victor Hubinon). Nos primeiros álbuns desta série, foi ele que desenhou os casos sem personagens dentro dos aviões ou barcos, geralmente acompanhados de fichas técnicas. Utilizaou este material didático em muitas das suas outras séries.
- Marc Dacier (desenho de Eddy Paape), em que o episódio mais brilhante foi incontestávelmente o último, o comboio fantasma.
- a patrulha dos castores (desenho de MiTacq. Um dos álbuns desta série, o signo indio, é revelador da forma como Charlier trabalhava: desenvolvendo várias séries em paralelo que eram quase todas publicadas como histórias com continuação na Revista Spirou ou Revista Tintin, sem que ele tivesse mais do que uma vaga ideia acerca do guião sempre que iniciava alguma história.
- Tanguy et Laverdure  (desenho de Albert Uderzo, Jijé - aliás Joseph Gillain -, Patrice Serres, Yvan Fernandez e ainda Al Coutelis)
- Barbe-Rouge (desenho de Victor Hubinon) : As aventuras do filho (Eric) do maior pirata das Caraíbas (Barba Ruiva decidindo de não partilhar a vida com o seu pai, mas tendo a vida de aventureiro que quer. Repara-se em episódios de Asterix, nos piscares de olhos de Goscinny a Charlier com a presença regular de um prirata… de Barba Ruiva.
- Les Gringos (desenho de De la Fuente)
- Dan Cooper  (desenho de Albert Weinberg) : A pedido do autor desta série,  Albert Weinberg, foi o autor de três guiões desta série : "Duel dans le ciel", "Coup d'audace" e "L'escadrille des jaguars".
- Guy Lebleu
- Jacques Le Gall  (desenho de Michel Tacq)
- Jim Cutlass  (desenho de Jean Giraud e depois de Christian Rossi)
- Kim Devil  (desenho de Victor Hubinon)
- Tiger Joe  (desenho de Victor Hubinon)
- Ron Clarke
- Surcouf  (desenho de Victor Hubinon)
- Mermoz, chevalier du ciel  (desenho de Victor Hubinon)
- Tarawa  (desenho de Victor Hubinon)
- Les Histoires de l'Oncle Paul
- Belloy  (desenho de Albert Uderzo)